# سلما دی نورا
سلما دی نورا (به اسپانیایی: Salma De Nora) یک بازیگر پورنوی اسپانیایی است. وی کار خود را در دسامبر ۲۰۰۳ آغاز کرد.

## جایزه‌ها
- ۲۰۰۶ جشنواره بین‌المللی فیلم شهوانی بارسلونا، برنده جایزه اصلی‌ترین صحنه سکسی برای بازی در Café Diablo به همراه مکس کورتز و دانیا مونته‌نگرو
- ۲۰۰۷ جایزه ونوس، برای موفق‌ترین تاجر زن سال در اروپا
- ۲۰۰۸ جشنواره بین‌المللی فیلم شهوانی بارسلونا، برنده جایزه بهترین بازیگر زن اسپانیا برای بازی در The Resolution